# Ерін Маклеод
Ерін Маклеод (англ. Erin McLeod, 26 лютого 1983) — канадська футболістка, олімпійська медалістка.

## Виступи на Олімпіадах
| Олімпіада   | Дисципліна | Місце |
| ----------- | ---------- | ----- |
| Пекін 2008  | футбол     | 8     |
| Лондон 2012 | футбол     | 3     |

## Особисте життя
Відкрита лесбійка.